# Rajd Grecji 2001
Rezultaty Rajdu Grecji (48th Acropolis Rally), eliminacji Rajdowych Mistrzostw Świata w 2001 roku, który odbył się w dniach 15 – 17 czerwca. Była to siódma runda czempionatu w tamtym roku i czwarta szutrowa, a także siódma w Production World Rally Championship i druga w Junior World Rally Championship. Bazą rajdu było miasto Ateny. Zwycięzcami rajdu została brytyjska załoga Colin McRae i Nicky Grist w Fordzie Focusie WRC. Wyprzedzili oni norwesko-brytyjską załogę Petter Solberg – Phil Mills w Subaru Imprezie WRC oraz Finów Harriego Rovanperę i Risto Pietiläinena w Peugeocie 206 WRC. Z kolei w Production WRC zwyciężyli Argentyńczycy Gabriel Pozzo i Daniel Stillo, jadący Mitsubishi Lancerem Evo VI, a w Junior WRC francusko-monakijska załoga Sébastien Loeb – Daniel Elena w Citroënie Saxo VTS S1600.
Rajdu nie ukończyło siedmiu kierowców fabrycznych. Kierowca Peugeota 206 WRC Fin Marcus Grönholm odpadł na 3. odcinku specjalnym z powodu niskiego poziomu oleju. Jego partner z zespołu Peugeota, Francuz Didier Auriol, wycofał się z rajdu na 1. odcinku specjalnym z powodu awarii sprzęgła. Hiszpan Carlos Sainz w Fordzie Focusie WRC odpadł na 20. odcinku specjalnym z powodu awarii silnika. Szwed Kenneth Eriksson jadący Hyundaiem Accentem WRC zrezygnował z jazdy po awarii turbosprężarki na 7. odcinku specjalnym. Rajdu nie ukończył też Brytyjczyk Richard Burns w Subaru Imprezie WRC, który na 19. oesie doznał awarii skrzyni biegów. Szwed Thomas Rådström w Citroënie Xsarze WRC miał awarię układu elektrycznego na 6. odcinku specjalnym. Z kolei trzeci kierowca Subaru, Estończyk Markko Märtin, zrezygnował z jazdy na 7. oesie z powodu awarii zawieszenia.

## Klasyfikacja ostateczna
| Miejsce                     | Zawodnik                  | Pilot                     | Samochód                    | Czas                      | Strata                    | Grupa                     | Punkty                    |
| WRC (pierwsza dziesiątka)   | WRC (pierwsza dziesiątka) | WRC (pierwsza dziesiątka) | WRC (pierwsza dziesiątka)   | WRC (pierwsza dziesiątka) | WRC (pierwsza dziesiątka) | WRC (pierwsza dziesiątka) | WRC (pierwsza dziesiątka) |
| --------------------------- | ------------------------- | ------------------------- | --------------------------- | ------------------------- | ------------------------- | ------------------------- | ------------------------- |
| 1.                          | Colin McRae               | Nicky Grist               | Ford Focus WRC              | 4:19:01.9                 |                           | A8 M                      | 10                        |
| 2.                          | Petter Solberg            | Phil Mills                | Subaru Impreza WRC          | 4:19:50.9                 | +49.0                     | A8 M                      | 6                         |
| 3.                          | Harri Rovanperä           | Risto Pietiläinen         | Peugeot 206 WRC             | 4:20:37.6                 | +1:35.7                   | A8                        | 4                         |
| 4.                          | Tommi Mäkinen             | Risto Mannisenmäki        | Mitsubishi Lancer Evo VI    | 4:21:17.2                 | +2:15.3                   | A8 M                      | 3                         |
| 5.                          | François Delecour         | Daniel Grataloup          | Ford Focus WRC              | 4:21:37.3                 | +2:35.4                   | A8                        | 2                         |
| 6.                          | Philippe Bugalski         | Jean-Paul Chiaroni        | Citroën Xsara WRC           | 4:23:02.1                 | +4:00.2                   | A8                        | 1                         |
| 7.                          | Armin Schwarz             | Manfred Hiemer            | Škoda Octavia WRC           | 4:24:58.6                 | +5:56.7                   | A8 M                      |                           |
| 8.                          | Simon Jean-Joseph         | Jack Boyère               | Peugeot 206 WRC             | 4:26:29.0                 | +7:27.1                   | A8                        |                           |
| 9.                          | Freddy Loix               | Sven Smeets               | Mitsubishi Carisma GT Evo 6 | 4:27:02.8                 | +8:00.9                   | A8 M                      |                           |
| 10.                         | Bruno Thiry               | Stéphane Prévot           | Škoda Octavia WRC           | 4:27:37.6                 | +8:35.7                   | A8 M                      |                           |
| PWRC (punktujący zawodnicy) |                           |                           |                             |                           |                           |                           |                           |
| 1. (13.)                    | Gabriel Pozzo             | Daniel Stillo             | Mitsubishi Lancer Evo VI    | 4:40:17.9                 |                           | N4                        | 10                        |
| 2. (14.)                    | Gustavo Trelles           | Jorge del Buono           | Mitsubishi Lancer Evo VI    | 4:41:14.6                 | +56.7                     | N4                        | 6                         |
| 3. (16.)                    | Marcos Ligato             | Ruben Garcia              | Mitsubishi Lancer Evo VI    | 4:48:49.8                 | +8:31.9                   | N4                        | 4                         |
| 4. (17.)                    | Mirco Baldacci            | Maurizio Barone           | Mitsubishi Lancer Evo VI    | 4:54:52.2                 | +14:34.3                  | N4                        | 3                         |
| 5. (18.)                    | Panaiotis Hatzitsopanis   | Konstandinos Stefanis     | Subaru Impreza 555          | 4:55:10.9                 | +14:53.0                  | N4                        | 2                         |
| 6. (21.)                    | Dimitris Driwakos         | Elias Kordas              | Mitsubishi Lancer Evo V     | 5:05:33.0                 | +25.15.1                  | N4                        | 1                         |
| JWRC (punktujący zawodnicy) |                           |                           |                             |                           |                           |                           |                           |
| 1. (19.)                    | Sébastien Loeb            | Daniel Elena              | Citroën Saxo VTS S1600      | 5:00:51.9                 |                           | A6                        | 10                        |
| 2. (20.)                    | Andrea Dallavilla         | Max Chiapponi             | Fiat Punto S1600            | 5:03:27.8                 | +2:35.9                   | A6                        | 6                         |
| 3. (24.)                    | Martin Stenshorne         | Clive Jenkins             | Ford Puma S1600             | 5:11:22.6                 | +10:30.7                  | A6                        | 4                         |
| 4. (26.)                    | Cédric Robert             | Marie-Pierre Billoux      | Peugeot 206 XS S1600        | 5:15:22.0                 | +14:30.1                  | A6                        | 3                         |
| 5. (28.)                    | Patrick Magaud            | Guylène Brun              | Ford Puma S1600             | 5:15:41.7                 | +14:49.8                  | A6                        | 2                         |
| 6. (31.)                    | Massimo Ceccato           | Mitia Dotta               | Fiat Punto S1600            | 5:20:13.9                 | +19:22.0                  | A6                        | 1                         |

1. ↑  Litera M przy oznaczeniu grupy do której należy samochód oznacza, iż tylko ci kierowcy zdobywali punkty dla swoich zespołów liczonych w klasyfikacji producentów na koniec sezonu.

## Zwycięzcy odcinków specjalnych
| Dzień      | Odcinek | G. rozp. | Nazwa              | Długość  | Zwycięzca         | Czas    | Lider rajdu    |
| ---------- | ------- | -------- | ------------------ | -------- | ----------------- | ------- | -------------- |
| 1 (15 CZE) | SS1     | 10:13    | Mendenitsa 1       | 26.92 km | Richard Burns     | 19:14.0 | Richard Burns  |
| 1 (15 CZE) | SS2     | 10:58    | Paleohori          | 10.85 km | Petter Solberg    | 8:07.8  | Petter Solberg |
| 1 (15 CZE) | SS3     | 12:33    | Inohori 1          | 23.00 km | Markko Märtin     | 18:27.1 | Petter Solberg |
| 1 (15 CZE) | SS4     | 13:16    | Pavliani 1         | 24.45 km | Colin McRae       | 20:17.2 | Petter Solberg |
| 1 (15 CZE) | SS5     | 16:00    | Elatia             | 31.40 km | odcinek anulowany | -       | Petter Solberg |
| 1 (15 CZE) | SS6     | 17:28    | Mendenitsa 2       | 26.92 km | Colin McRae       | 19:14.2 | Colin McRae    |
| 2 (16 CZE) | SS7     | 09:28    | Pavliani 2         | 24.45 km | François Delecour | 19:46.0 | Colin McRae    |
| 2 (16 CZE) | SS8     | 10:23    | Karoutes 1         | 18.89 km | François Delecour | 12:12.8 | Colin McRae    |
| 2 (16 CZE) | SS9     | 12:56    | Livadia 1          | 11.66 km | Carlos Sainz      | 9:26.2  | Colin McRae    |
| 2 (16 CZE) | SS10    | 13:34    | Stiri 1            | 3.59 km  | François Delecour | 1:57.3  | Colin McRae    |
| 2 (16 CZE) | SS11    | 14:31    | Gravia 1           | 17.13 km | Carlos Sainz      | 13:17.3 | Colin McRae    |
| 2 (16 CZE) | SS12    | 16:16    | Inohori 2          | 23.00 km | François Delecour | 18:13.2 | Colin McRae    |
| 2 (16 CZE) | SS13    | 17:24    | Karoutes 2         | 18.89 km | Richard Burns     | 12:03.4 | Colin McRae    |
| 3 (17 CZE) | SS14    | 08:33    | Amfiklia 1         | 8.25 km  | Richard Burns     | 4:49.6  | Colin McRae    |
| 3 (17 CZE) | SS15    | 09:06    | Elatia – Rengini 1 | 38.69 km | Petter Solberg    | 25:37.5 | Colin McRae    |
| 3 (17 CZE) | SS16    | 12:04    | Livadia 2          | 11.66 km | Richard Burns     | 9:19.2  | Colin McRae    |
| 3 (17 CZE) | SS17    | 12:42    | Stiri 2            | 3.59 km  | Carlos Sainz      | 1:55.6  | Colin McRae    |
| 3 (17 CZE) | SS18    | 13:39    | Gravia 2           | 17.13 km | Carlos Sainz      | 13:03.2 | Colin McRae    |
| 3 (17 CZE) | SS19    | 15:07    | Amfiklia 2         | 8.25 km  | Carlos Sainz      | 4:49.2  | Colin McRae    |
| 3 (17 CZE) | SS20    | 15:40    | Elatia – Rengini 2 | 38.69 km | Tommi Mäkinen     | 25:32.6 | Colin McRae    |

## Klasyfikacja po 7 rundach
Tabele przedstawiają tylko pięć pierwszych miejsc.

### Kierowcy
| Lp. | Kierowca        | Pkt |
| --- | --------------- | --- |
| 1   | Colin McRae     | 30  |
| 2   | Tommi Mäkinen   | 30  |
| 3   | Carlos Sainz    | 26  |
| 4   | Richard Burns   | 15  |
| 5   | Harri Rovanperä | 14  |

### Producenci
| Lp. | Producent                    | Pkt |
| --- | ---------------------------- | --- |
| 1   | Ford Martini                 | 60  |
| 2   | Marlboro Mitsubishi Ralliart | 53  |
| 3   | Subaru World Rally Team      | 28  |
| 4   | Peugeot Total                | 20  |
| 5   | Škoda Motorsport             | 11  |